# Кунви
Кунви́ (кор. 군위군?, 軍威郡?, Gunwi-gun) —муниципальный уезд в составе города-метрополии Тэгу, Республика Корея.
1 июля 2023 года Кунви был включен в состав Тэгу из-за проблем с населением. Население — 34 293 человека, площадь — 614,15 км².
Расположен на месте бывшего уезда Нодонмёк, известного со времён древнекорейского государства Силла. Здесь, в храме Ингакса, были написаны знаменитые хроники Трёх государств Самгук Юса.

## География
Кунви расположен в центральной части провинции Кёнсан-Пукто. На юге и западе граничит с городом прямого починения Тэгу, на востоке — с городом Куми и уездом Чхильгок, на севере — с уездом Ыйсон, на западе и северо-западе — с городом Йончхон и уездом Чхонсон. Ландшафт образован восточными отрогами горной гряды Тхэбэксан, территория уезда пригодна для земледелия.

## Административное деление
Кунви поделён на 1 ып и 7 мёнов. Ниже даны их названия на хангыле и транскрипция на русский язык:
- Кунвиып (군위읍)
- Собомён (소보면)
- Хёрёнмён (효령면)
- Пугемён (부게면)
- Убомён (우보면)
- Ыйхынмён (의흥면)
- Сансонмён (산성면)
- Коромён (고로면)

## Экономика
Основа экономики Кунви — сельское хозяйство. В основном развито растениеводство. Выращиваются яблоки, огурцы, лук, другие овощи и фрукты. Под посевы занято около 2 тыс. га земли. Бюджет уезда составляет 13,1 млрд вон.

## Туризм и достопримечательности
Достопримечательности Кунви связаны прежде всего с эпохой Силла. Многие из этих достопримечательностей входят в список Национальных сокровищ Кореи:
- Храм в пещере Самджон (в списке Национальных сокровищ под номером 109). Этот храм был построен на 15 году правления вана Соджи (493 год). Знаменитый главный зал храма имеет круглую форму, потолок выполнен в виде купола. Внутри храма расположена статуя Будды, высеченная из гранита, по обе руки которой находятся скульптуры двух бодхисаттв. Скульптуры является шедевром культуры эпохи Силла.[4]
- Пагода в буддийском монастыре Погаккукса (в списке сокровищ[5] под номером 428). Пагода и памятник рядом с ней были построены в память известного буддийского монаха Ирёна, который умер в 1289 году. Пагода украшена каменным орнаментом, изображающим цветы лотоса и различных животных — кроликов, обезьян и львов.[6]
- Пагода в храме Чибоса (в списке сокровищ под номером 628). Трёхэтажная пагода была создана в эпоху Силла и прекрасно сохранилась до наших дней (кроме верхнего уровня). Пагода украшена каменными изображениями лототса и животных и представляет собой типичный образец каменного строительства ранней Кореи.[7]
- Каменная статуя времён Объединённого Силла (в списке сокровищ под номером 988). Статуя Будды высотой 2,65 м. Подобные вырезанные из камня изваяния представляют собой хороший пример буддийской культуры эпохи Объединённого Силла (668—935 гг).[8]
- Буддийский храм Ингакса. Этот храм был основан в 642 году (на 11 году правления королевы Сондок) на территории, сейчас являющейся восточной границей уезда Кунви. Был значительно расширен в эпоху Корё. В этом храме была написана одна из самых известных хроник, повествующих о периоде Трёх царств — Самгук Юса. Здесь было также написано множество других исторических, религиозных и философских текстов, составляющих культурный фонд корейского народа.[9]

## Символы
Как и многие другие населённые пункты Южной Кореи, Кунви имеет ряд символов:
- Дерево: дзельква
- Цветок: форзиция
- Птица: серая цапля
- Маскот: средневековый воевода Чан Гуни.